# Syntrichia serrata
Syntrichia serrata là một loài Rêu trong họ Pottiaceae. Loài này được (Dixon) R.H. Zander miêu tả khoa học đầu tiên năm 1993.